# Johannes Elsäßer
Johannes Elsäßer (* 12. Juli 1994) ist ein deutscher Volleyballspieler.

## Karriere
Elsäßer wuchs in Unterschwarzach auf und begann 2004 bei der TG Bad Waldsee mit dem Volleyball. Von dort wechselte er zum VfB Friedrichshafen, mit dem er in der Regionalliga spielte. Er wurde 2009 Bundespokalsieger und gewann 2011 und 2012 die deutschen Meisterschaften der U18 und U20. Mit den Volley YoungStars des VfB spielte er zwei Jahre lang in der Zweiten Bundesliga Süd. 2014 wurde der Libero vom deutschen Bundesligisten TV Rottenburg verpflichtet. In der Saison 2014/15 erreichte er mit dem Verein jeweils das Viertelfinale im DVV-Pokal und in den Bundesliga-Playoffs. Ein Jahr später kam Rottenburg wieder ins Pokal-Viertelfinale, schied aber als Tabellenzehnter der Bundesliga bereits in den Pre-Playoffs aus. In der Saison 2016/17 schied Elsäßer mit dem Verein im Achtelfinale des DVV-Pokals und in den Pre-Playoffs der Bundesliga aus.